# Snøhetta, Antarktis
Snøhetta är en bergstopp i Östantarktis, 1 623 meter över havet, eller 220 meter över den omgivande terrängen. Bredden vid basen är 4,3 km. Terrängen runt Snøhetta är kuperad västerut, men österut är den platt. Närmaste befolkade plats är Sarie Marais, 16,9 kilometer norr om Snøhetta.  
Norge gör anspråk på området.